# Мрежа от разработчици на Майкрософт
Мрежа от разработчици на Майкрософт, известно като MSDN (от английски: Microsoft Developer Network)  e частта на Майкрософт, отговорна за управлението на връзките и отношенията на компанията с разработчиците и тестващите: за разработчиците на хардуер, които се интересуват от операционната система Windows, разработчици, създаващи софтуер на различни ОС платформи и използващи API и скриптови езици на Майкрософт и приложенията на Майкрософт. MSDN се разпределя в следните графи: уебсайтове, бюлетини, конференции за разработчици, търговска медия, блогове и DVD разпространение.

## Уеб сайтове
Основното уеб съдържание в MSDN на адрес msdn.microsoft.com е колекция от сайтове за общността на разработчици, която предоставя информация, документация, и дискусия, чиито автори са както от Microsoft, така и от обществото като цяло. Microsoft постави акцент върху включване на форуми, блогове, библиотечни анотации и социални отметки, за да направи MSDN отворена за диалог с общността на разработчици, а не еднопосочна услуга. Основният сайт, както и повечето от неговите съставни приложения по-долу са на разположение на 56 или повече езици.

### Библиотека
MSDN Library е библиотека на официалната техническа документация, предназначена за разработчици разработващи софтуер за Microsoft Windows. MSDN Library документира APIs, които се предоставят с продукти на Microsoft и също така включва примерен код, технически статии, както и друга информация за програмиране. Тя е достъпна безплатно в интернет и на CD-та и DVD-та за платените абонати на MSDN. Първоначално, диск версията е била достъпна само като част от абонамент за MSDN и е издавана на тримесечна база (януари, април, юли и октомври). Въпреки това, в последно време (2006 г. и по-нататък), тя може да бъде свободно изтеглена от Microsoft Download Center под формата на ISO изображения, като CD / DVD изданията вече не се публикуват на тримесечие. Вместо това, графикът и на издаване е приведен в съответствие с основните софтуерни издания (основна версия на Visual Studio, основна версия на Windows или сервизни пакети), (до Visual Studio 2008).
От май 2007 г., Microsoft също започва да издава една CD версия на MSDN Library за общността, която е свободно достъпна за сваляне като ISO изображение от Download Center, и се състои само обновеното съдържание. Разпространението на тази версия на MSDN Library е насочена към разработчиците в страни, в които широколентовите интернет връзки не са лесно достъпни.
Изданието Visual Studio Express интегрира само с MSDN Express Library, която е подмножество на пълната MSDN Library, въпреки че всяко MSDN издание може свободно да се изтегли и инсталира самостоятелно.
В Visual Studio 2010 MSDN Library се заменя с нова помощна система, която е инсталирана като част от инсталацията на Visual Studio 2010. Help Library Manager се използва за инсталиране на книги с помощно съдържание, обхващащи избрани теми.

#### Интеграция с Visual Studio
Всяко издание на MSDN Library може единствено да бъдат достъпни само с един визуализатор на помощ (Microsoft Документ Explorer или друг help viewer), който е интегриран с текущата самостоятелна версия или понякога две версии на Visual Studio. В допълнение, всяка нова версия на Visual Studio не се интегрира с по-ранна версия на MSDN. Издава се съвместима версия на MSDN Library с всяка нова версия на Visual Studio и тя е включена в Visual Studio DVD. Като се издават по-новите версии на Visual Studio, по-новите издания на MSDN Library не се интегрират с по-старите Visual Studio версии и дори не включват стара / остаряла документация за отхвърлените или спрените продукти. Версиите на MSDN Library могат да бъдат инсталирани едновременно, което означава, че както по-старата, така и по-новата версия на MSDN Library могат да съществуват и работят едновременно.

### Форуми
MSDN форумите са уеб базирани форуми, използвани от общността да обсъжда широк спектър от теми по отношение на разработката на софтуер. Те бяха прехвърлени на изцяло нова платформа през 2008 г., която предложи нови възможности, за да подобри ефективността като показване на вмъкнати теми, филтриране чрез AJAX и изскачащ редактор.

### Блогове
MSDN блогове е поредица от блогове на Microsoft, хоствани под домейн името blogs.msdn.com. Някои блогове са посветени на един продукт – например Visual Studio, Internet Explorer, PowerShell – или версия на даден продукт – например Windows 7, Windows 8 – докато други принадлежат към служител на Microsoft, например Майкъл Хауърд.

### Социални отметки
Социални отметки на MSDN са въведени за първи път през 2008 г., построени на нова уеб платформа, в която основна част заемат потребителското маркиране и емисиите. Целта на приложението за социално маркиране е да осигури метод, при който членовете на общността на програмисти може да:
- Да допринасят за база данни на качествени връзки по всяка тема от цялата мрежа. Чрез филтриране на един или повече етикети, (например .net и „база данни“) потребителите могат да открият популярни или скорошни връзки и да се абонират за една емисия на тези връзки.
- Да намерят и последват препоръчани сайтове от експертите. Всяка профилна страница включва емисия на потребителски принос. Потребителите могат да бъдат открити чрез падащо меню на всеки отметка.
- Да демонстрират своя опит чрез връзките показани в техния профил.
- Да съхраняват любимите си линкове онлайн.

Първоначалната версия на приложението осигурява стандартни функции за жанра, включително възможности за внасяне. Уеб сайтът на MSDN също започва да обединява емисии на социални отметки от експерти и от общността, показвани непосредствено до емисиите от съответните блогъри.
Социални отметки е спряна на 1 октомври 2009.

### Галерия
MSDN Gallery е хранилище на примерен код и проекти написани от общността. Все още нов през 2008 г., целта на сайта се развива, за да допълни CodePlex, хостинг сайт от Microsoft за проекти с отворен код проект.

## Софтуерни абонаменти
MSDN исторически предлагат абонаментен пакет, при който разработчиците имат достъп и лицензи за да използват почти всеки софтуери на Microsoft. Абонаменти се продават на годишна база, и струват някъде от $ 2000 до $ 20 000USD годишно за абонамент, кайто се предлага в няколко нива. Притежателите на такива абонаменти (с изключение на ниските абонаментни нива) получават нов софтуер на Microsoft на DVD-та или чрез сваляне, всеки няколко седмици или месеци. Софтуерът обикновено идва на специално обозначени MSDN дискове, но съдържа идентични лицензи за софтуер, тъй като е освободен за обществеността.
Въпреки че в повечето случаи функциите на софтуера са точно като пълния продукт, споразумението за MSDN лиценз забранява използването на софтуера в производствена бизнес среда. Това е законово ограничение, а не техническо. Като пример, MSDN редовно включва най-новите операционни системи Windows (като Windows 7, Windows 8 и Windows 8.1), софтуер за сървър, като например SQL Server 2008, инструменти за разработка, като Visual Studio, и приложения като Microsoft Office и MapPoint. Уеб сайт-а на Microsoft генерира кодове за активиране при поискване. Такъв пакет предоставя на един компютърен ентусиаст достъп до почти всичко. Въпреки това, бизнес хванат с офис, пълен с персонални компютри и сървъри, работещи на софтуера включен в абонамента MSDN без съответните лицензи за тези машини ще бъдат третирани не по различен начин в одит за лицензиране на софтуер, отколкото ако софтуера са получени чрез пиратство.
Лицензираното споразумение MSDN на Microsoft прави специфично изключение за Microsoft Office, така че титулярът на абонамента да го използва лично за бизнес цели, без да е необходим отделен лиценз – но само с „MSDN Premium абонамент“ и само "пряко свързани с проектиране, разработване и изпитване и / или документация на софтуерни проекти. Както може да се очаква, всеки софтуер, създаден с инструменти за развитие (като Visual Studio), заедно с компонентите необходими, за да го използвате, не се ограничава по никакъв начин от Microsoft такъв софтуер може и редовно се използва за производствени бизнес цели, Лицензионният договор се отнася до няколко други елементи и допълнителни подобни изключения, както е уместно.
Един абонат на MSDN има право да активира толкова екземпляра, колкото са необходими за неговите / нейните цели и собственото си развитие. Ето защо, ако един компютърен ентусиаст има 20 компютъра, които самият той използва за разработване на софтуер (и не действат като част от бизнес), един абонамент позволява всички 20 от тези компютри, да ползват копия на Windows, Office, както и всеки друг Microsoft продукт. След няколко инсталации, кодовете за активиране ще спрат да позволяват автоматично активиране на продукти по интернет, но след телефонно обаждане до горещата линия на Microsoft, за да потвърдят, че инсталациите са наистина основателни и в съответствие с договора за лиценз, активации са предоставени по телефона.
Въпреки че един абонамент MSDN е на годишна база (за търговия на дребно абонаментите могат да бъдат многогодишни), лицензът за използване на софтуера, в съответствие със споразумението, не се прекратява. Индивидът просто няма право на никакви подобрения след като абонамента е изтекъл. Един абонамент MSDN също позволява достъп до остарели софтуери от миналото на Microsoft. Въпреки че те не са включени в редовните CD / DVD пратки, абонатите могат да свалят стария софтуер, като MS-DOS 5.0 и Windows 3.1 от страницата на MSDN. Такъв софтуер обикновено идва под формата на ISO файл или флопи диск с изображения, които позволяват на абоната да възпроизвежда оригиналната инсталаця след изтеглянето.

## MSDN Magazine
Microsoft осигурява редакционното съдържание за месечното издание на MSDN Magazine. Списанието е създадено като сливане между Microsoft Systems (MSJ) и Microsoft Internet Developer (MIND) през март 2000 г. като миналите издания са достъпни онлайн. MSDN Magazine е на разположение като списание в Съединените щати, както и онлайн на 11 езика.

## История
MSDN стартира през юни 1992 г. като тримесечна, CD-ROM-базирана компилация от технически статии, примерен код и инструменти за разработка на софтуер, както и таблоид от 16 страници, Microsoft Developer Network News, редактиран от Андрю Хаймс, който преди това е бил първият главен редактор на MacTech, първото печатно издание за Macintosh технологиите. През 1993 г. е добавен абонамент от Ниво II, който включва MAPI, ODBC, TAPI и VFW SDK.
MSDN2 е открита през ноември 2004 г., като източник на информация за Visual Studio 2005 API, със забележителни разлики в актуализирането на уеб сайт кодът, който съответства по-добре на уеб стандартите и по този начин дава дългоочакваната подобрена поддръжка в браузъра на API за алтернативни браузъри на Internet Explorer. През 2008 г., оригиналният MSDN клъстер е „пенсиониран“ и MSDN2 става msdn.microsoft.com.

### Dr. GUI и писателски екип на MSDN
През 1996 г. Боб Гундерсън започва да пише колонка в Microsoft Developer Network News, редактирана от Андрю Хаймс, използвайки псевдонима „Dr.GUI“. Колоната предостави отговори на въпросите, поставени от абонатите на MSDN. Карикатурата на Dr. GUI е на базата на снимка на Гундерсън. Когато той напусна MSDN отбора, Денис Крейн пое ролята му на Dr. GUI и добавя медицински хумор към колоната. След заминаването му, Dr. GUI става композитна самоличността на първоначалната група (най-вече Пол Джонс) на инженери на технологии за разработчици, която осигурява технически статии в дълбочина в Библиотеката. По-ранните членовете включват: Боб Гундерсън, Дейл Роджърсън, Рюдигер Р. Аш, Кен Ласизън, Найджъл Томпсън (познат още като Херман Родент), Нанси Клътс, Пол Джонс, Денис Крейн, и Кен Бергман. Найджъл Томпсън е нейният мениджър развитие за Windows мултимедийни разширения, който първоначално добавя мултимедийни възможности за Windows. Ренан Джефрис създава оригиналната система (Panda) да публикува MSDN в интернет и в HTML, вместо на по-ранната мултимедийно визуализираща машина. Дейл Роджерсън, Найджъл Томпсън и Нанси Клътс участваха в публикуването на MS Press книги, докато бяха част от MSDN екипа. Към август 2010 г., само Денис Крейн и Дейл Роджърсън остават наети от Microsoft.